# Karl Fleischer
Karl Fleischer (ur. 1 czerwca 1914, zm. 12 listopada 1948 w Landsberg am Lech) – austriacki kapo w obozie koncentracyjnym Mauthausen-Gusen i zbrodniarz wojenny.

## Życiorys
Austriak z pochodzenia. Więzień w Mauthausen od marca 1942. Był tam między innymi pomocnikiem kapo w komandzie karnym. Na jesień 1944 Fleischer został przeniesiony do podobozu Gusen. Początkowo pełnił tam funkcję kapo, a w marcu 1945 został kierownikiem bloku 25 (tzw. bloku śmierci). Był znany w Gusen pod pseudonimem „biały Karl”. Miał na sumieniu maltretowanie i liczne morderstwa więźniów.
Karl Fleischer został za swoje zbrodnie skazany przez amerykański Trybunał Wojskowy w Dachau na karę śmierci. Wyrok wykonano przez powieszenie w więzieniu Landsberg 12 listopada 1948.